# Sqeezer
Sqeezer — немецкая евродэнс- и поп-группа, созданная в 90-х годах. В период с 1995 до 2006 года группой Sqeezer было продано более 1 миллиона музыкальных дисков во всем мире. На музыкальных сборниках их песни были представлены более 10 миллионов раз.

## Биография группы

### 1995: Основание группы
Группу создал в 1995 году Джим Ревес, при содействии кузена Мола Адебизи, работающего в то время модератором на музыкальном канале VIVA.
Солисткой первой дебютной песни «Scandy Randy» (продюсеры братья Берман), вышедшей в свет 4 декабря 1995 года, была Ивоне Шпат, на сегодняшний день ведущая программы «Позвони и выиграй». Вскоре её заменила Лоретта Штерн («Лори»). Шпат продолжила работу танцовщицы в Masterboy и до 1999 года была в составе женской музыкальной группы «Funky Diamonds».

### 1996—1997: Дебют альбома «Drop Your Pants»
Сначала вышла в свет песня «Blue Jeans». В Испании она продержалась более 4-х недель на шестом месте среди самых популярных песен испанского музыкального чартера. Третья по счету песня «Sweet Kisses», которая вышла с альбомом «Drop Your Pants», занимала более 11 недель первое место в испанском чартере. Одновременно с выходом дебютных песен, которые были представлены 14 февраля 1996 в музыкальном мире в виде ремиксов, написанных в стиле евроданс, Sqeezer также скомбинировали их со звуками по образцу 1950-х годов, которые можно услышать в дебютном альбоме «Drop Your Pants». Песни дебютных альбомов «Scandy Randy», «Blue Jeans», «Sweet Kisses», «Saturday Night» были награждены золотым диском в Польше, Испании и Чехословакии. В октябре 1997 вышла в свет «Tamagotchi». Эта песня была использована производителем игрушек «Saban Worldwide» и не вошла в альбом. «Tamagotchi» стала официальной песней в рекламе игрушек Тамагочи. На сцене группа Sqeezer была представлена в составе трех человек, третьим участником группы был танцор Tee Jay, который в скором времени начал сольную карьеру и его заменил Marc Theven, который покончил жизнь самоубийством в январе 1997.

### в 1998 году: второй альбом «Streetlife»
После «Tamagotchi» последовала «Get It Right», совместный музыкальный проект с кузеном Ревеса Мола Адебизи и мужской музыкальной группой Bed & Breakfast, которые заняли 46 место в немецком хит-параде. Пред выходом второго альбома была написана музыкальная композиция «Without You», баллада, занявшая 10 место в Германии и Австрии, а также 12 место в Швейцарии.
За альбомом последовало продолжение в виде песни «Wake Up», которая смогла занять 59 место в немецких чартерах. В то время группа поменяла техноритмы на более спокойные мелодии, относящиеся к поп-музыке, и элементы Soul.
Песней «Wishing You Were Here», вышедшей в 1999 , Sqeezer задали новое музыкальное направление. Баллада напоминает своей мелодией песню Мадонны «Frozen», продюсером которой был William Orbit.
После долгого перерыва в сентябре 2001 вышла в свет «Remember Summertime», в которой наравне с Джимом Ревесом (Jim Reeves) и Лореттой Штерн (Loretta Stern) приняла участие певица и модель 21-летняя Хайди Голдштейн (Heidi Goldstein). Это была последняя совместная работа с Лореттой Штерн (Loretta Stern), которая покинула группу ради карьеры актрисы и работы в своей собственной джаз-группе.

### В 2002 году: Новое основание группы
В 2002 году группу основали заново. Благодаря выступлению на телеканале RTL II News в начале марта новая певица Ева и танцор Андреас из города Бохум смогли подписать контракт. В результате была записана музыкальная композиция «3 Times», которая соответствовала старому стилю группы Sqeezer.
В 2004 году последовала вторая попытка возвращения на музыкальную сцену, которую осуществили Джим и Энди с новой певицей Никой, вышедшей на группу через катинг- агентуру телевизионного канала Pro7. В этом составе была написана новая песня «Hot Ski Teeny», которая не смогла попасть на музыкальные чартеры. Композиции «Hot Ski Teeny» исправили текст и дали новое название «Hot Bikini», в мае 2004 года её представили к всеобщему вниманию. В музыкальном видео «Hot Bikini» также приняли участие Аксель Шульц (Axel Schulz) и Колио (Coolio).
В 2006 году была записана песня группы Sqeezer «Drop Your Pants», новая аранжировка песни «Blue Jeans», с новой певицей Соней (Sonja). Основатель группы Jim Reeves полностью перестал присутствовать на видеозаписях группы и перестал принимать участие в вокале. С июля 2007 года в Канаде в филиалах «Foot Locker» прошла промошион — компания под песню «Hot Bikini». Летом 2007 года группа выступила на многочисленных музыкальных фестивалях и в сентябре 2007 начала гастрольный тур через всю Польшу.

### В 2008 году: Переименование группы в Squeezer
В 2008 году, после года подготовки Sqeezer решились на очередное возвращение на сцену. С этого момента Sqeezer стали называться Squeezer. Чтобы у трио был полный состав, Ривес и танцор Энди приняли в группу новую солистку Дарию. Под руководством нового продюсера Кдивизион (Kdivision) группа Squeezer стала работать над альбомом Squeezer Reloaded. В марте 2008 общественности была представлена песня «High Heels», которую написал Delroy Rennalls (больше известен как Lazy Dee из группы «Мистер Президент» (Mr. President)). В 2008 году в группу был принят новый участник Mirage (певец, танцор и хореограф). В 2010 году вышла в свет «High Heels — новый сборник 2010 года».

### 2013 год: Возвращение группы под своим старым названием Sqeezer
После многолетнего перерыва, группа вернулась в 2013 году под своим старым названием Sqeezer. После возвращения группы Джим Ревес принял в группу солистку Беллу Ме (Bella Mee) и бывшего участника музыкального конкурса «Голос Германии» (The Voice of Germany) певца Микай Кирокс (Mikey Cyrox)

### 2016 год: Смерть Джима Ревеса
1 февраля 2016 года основатель и бессменный солист группы Джим Ревес скончался на 47 году жизни. Дальнейшее развитие группы больше не планируется.

## Дискография

### Альбомы группы
- 1996: Drop Your Pants
- 1998: Streetlife

### Песни
- 1995: Scandy Randy
- 1996: Blue Jeans
- 1996: Sweet Kisses
- 1997: Saturday Night
- 1997: Tamagotchi (Tschoopapa…)
- 1997: Get It Right (в исполнении с Mola Adebisi & Bed & Breakfast)
- 1998: Without You
- 1998: Wake Up!
- 1998: Let The Music Heal Your Soul — совместно с Bravo All Stars
- 1999: Wishing You Were Here
- 2001: Remember Summertime
- 2002: 3 Times
- 2004: Hot Ski Teeny
- 2004: Hot Bikini
- 2006: Drop Your Pants
- 2008: High Heels
- 2008: Hey Helicopter — DJ Beatboy feat. Squeezer
- 2010: High Heels — New Mixes 2010

## Награды
- 1997: RSH-Gold — новичок года[10].